# سيدي عبد الباسط
سيدي عبد الباسط إحدى قرى الجمهورية التونسية، تقع في ولاية بنزرت، جنوب غربي مدينة ماطر.

### مواضيع ذات علاقة
- ولاية بنزرت.